# Nadine Kiesewalter
Nadine Kiesewalter (* 1986 in Leipzig) ist eine deutsche Schauspielerin.

## Leben
Kiesewalter wuchs in Leipzig auf, wo sie sich als Jugendliche mit Tanztheater und Ballett auseinandersetzte und in mehreren Jugendtheatergruppen spielte. Sie absolvierte ihr Schauspielstudium am Max-Reinhardt-Seminar in Wien, arbeitete schon während des Studiums unter anderem mit Sarantos Zervoulakos, Steffen Jäger und Boris von Poser. Mit Man muss dankbar sein (Regie: Jerome Junod) wurden Kiesewalter und ihr Ensemble beim SKS-Festival in Leipzig mit dem Ensemblepreis ausgezeichnet. Kiesewalter absolvierte in Wien auch eine Film-Klasse unter István Szabó.
In ihrem Erstengagement am Theater Aachen spielte sie unter anderem Marie aus Büchners Woyzeck (Regie: Bernadette Sonnenbichler) und Maggie aus Tennessee Williams’ Die Katze auf dem heißen Blechdach (Regie: Ludger Engels). Für ihre Leistung wurde sie 2012 mit dem Kurt-Sieder-Preis ausgezeichnet.
Während ihres Engagements in Aachen lernte sie auch den Regisseur Kolja Malik kennen, der ihr, nachdem sie schon mehrere Kurzfilme zusammen gedreht hatten, die Hauptrolle in seinem 90-minütigen Filmdrama Und am Ende sind alle allein anbot. Der Film hatte 2015 Premiere auf dem Festival des deutschen Films, wo er für Filmkunstpreis und Publikumspreis nominiert war. Anfang 2016 startete der Spielfilm in deutschen Kinos.
Von 2014 bis 2017 spielte Kiesewalter am Berliner Ensemble, wo sie unter anderem mit Manfred Karge, Franz Wittenbrink und Robert Wilson arbeitete.